# Atlaltipa Huitzotlaco
Atlaltipa Huitzotlaco es una localidad de México perteneciente al municipio de Atlapexco en el estado de Hidalgo.

## Toponimia
El nombre Atlaltipa, proviene del topónimo náhuatl que significa tierra al borde del río; Huitzotlaco: Huitzo, espinoso, tla, colectivo, co, lugar: Lugar de Espinales. Además se le conoce como Atlaltipa Huitzotlaco, para diferenciarla de otros lugares con el mismo nombre de Atlaltipa.

## Geografía
A la localidad le corresponden las coordenadas geográficas 21° 02’ 19.028” de latitud norte y 98° 22’ 18.673” de longitud oeste, con una altitud de 178 m s. n. m. Cuenta con un clima semicálido húmedo con lluvias todo el año.
En cuanto a fisiografía se encuentra dentro de la provincia de la Sierra Madre Oriental dentro de la subprovincia de Carso Huasteco; su terreno es de Sierra y lomerío. En lo que respecta a la hidrografía se encuentra posicionado en la región Panuco, dentro de la cuenca del río Moctezuma, en la subcuenca del río Los Hules.

## Demografía
En 2020 registró una población de 383 personas, lo que corresponde al 1.93 % de la población municipal. De los cuales 190 son hombres y 193 son mujeres. Tiene 99 viviendas particulares habitadas.
| Gráfica de evolución demográfica de Atlaltipa Huitzotlaco entre 1970 y 2020                  |
|                                                                                              |
| Población de los censos y conteos del Instituto Nacional de Estadística y Geografía (INEGI). |

## Economía
La localidad tiene un grado de marginación alto y un grado de rezago social bajo.